# Leonid Kulik
Leonid Alexejevič Kulik (rusky: Леонид Алексеевич Кулик, 20. srpnajul./ 1. září 1883greg. Dorpat, Livonská gubernie, Ruské impérium  – 24. dubna 1942 Spas-Děmensk, SSSR) byl ruský a sovětský mineralog, známý svým výzkumem meteoritů.

## Život
Vzdělání získal na Lesním institutu v Sankt Petěrburgu a na univerzitě v Kazani. Během rusko-japonské války sloužil v armádě a poté strávil nějaký čas ve vězení za revoluční politické aktivity. Za první světové války sloužil opět v ozbrojených silách.
Po revoluci se stal instruktorem a učitelem minearologie v Tomsku. Roku 1920 mu byla nabídnuta práce v Mineralogickém muzeu města Petrograd.
První expedici zkoumající tunguskou událost vedl Kulik roku 1921. Sovětská expedice měla získat poznatky z události, která se stala již mnohem dříve, a to 30. června 1908. Uskutečnil průzkum a vyslechl očité svědky. Obešel celou oblast, kde byly padlé stromy, a všiml si, že byly všechny natočeny svými kořeny ke středu. Žádné úlomky meteoritu z dopadu ale nenalezl.
Po vpádu nacistických vojsk do Sovětského svazu vstoupil dobrovolně do jednotky domobrany. Během bojů byl raněn a padl do zajetí. Kategoricky odmítl spolupracovat s Němci a byl uvězněn v zajateckém táboře u Spas-Děmensku, kde i přes své zranění pečoval o jiné raněné a nemocné. Když se Němci dozvěděli, že se chystá Kulikův útěk, přemístili ho do baráku smrti, přeplněného nemocnými tyfem. I zde Kulik léčil, ale brzy se sám nakazil a jeho podlomený organizmus nápor choroby nevydržel a dne 14. dubna 1942 Kulik nemoci podlehl.

## Pocty
Jeho jménem byly pojmenovány:
- Asteroid 2794 Kulik.
- Kulikův kráter na Měsíci